# موتور خاشی
موتور خاشی روستایی در دهستان بمپور شرقی بخش مرکزی شهرستان بمپور استان سیستان و بلوچستان ایران است.

## جمعیت
بر پایه سرشماری عمومی نفوس و مسکن در سال ۱۳۹۵ جمعیت این روستا ۱۰۲ نفر (۲۶خانوار) بوده‌است.